# 江城 (何伟)
《江城》（又译《消失中的江城》，原名《江城：长江上的两年》）是2001年彼得·海斯勒（汉名：何伟）出版的一本书。讲述1996年及之后的两年彼得·海斯勒作为和平队队员参与在四川省涪陵师范学院（今长江师范学院）教学任务时的所见所感。本书为何伟现代中国三部曲的第一部，另两部为：甲骨文和寻路中国。涪陵现为重庆市的一部分。
本书获得2001年桐山奖。2006年在台湾由吴美真翻译为中文版《消失中的江城》，久周文化出版。2012年中国大陆由何伟在涪陵师专的同事李雪顺——书中为韩老师（阿尔伯特）——翻译，书名为《江城》，上海译文出版，中国大陆版内容有删减。
2006年美国南卡罗来纳州的查尔斯顿學院指定《江城》作为学生了解中国文化和社会发展的必读书目。
2016年3月，美国逃亡者影业签约中国导演陆川，将合作拍摄电影版《江城》。